# Marián Kočner

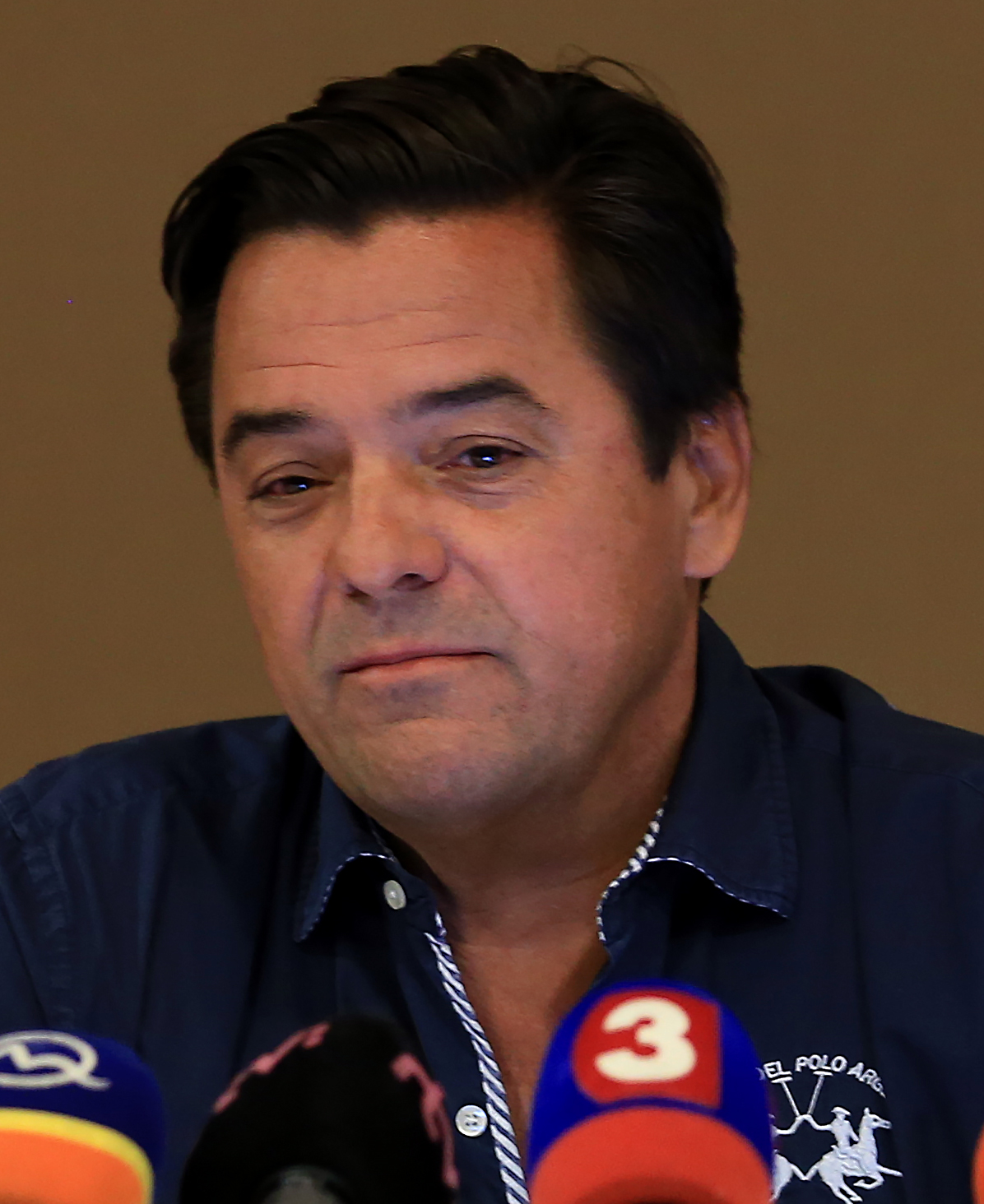
Marián Kočner, 2016

Marián Kočner (* 17. Mai 1963 in Ružomberok) ist ein slowakischer Unternehmer, der hauptsächlich im Immobilien-, Risikoinvestment- und Finanzentwicklungsbereich tätig ist. Gegen ihn wurde wegen des Verdachts, in die Ermordung des Journalisten Ján Kuciak verwickelt gewesen zu sein, Anklage erhoben. Kočner ist wegen Urkundenfälschung rechtskräftig zu 19 Jahren Haft verurteilt.

## Karriere
Kočner wuchs in Ružomberok im Norden der Slowakei auf und studierte Journalismus in Bratislava. Anschließend arbeitete er mehrere Jahre als Reporter für das (tschecho)slowakische Fernsehen. Nach dem Zusammenbruch des Kommunismus wechselte Kočner in die Privatwirtschaft.
Kočner erlangte 1998 erste öffentliche Bekanntheit für seinen Versuch, den Sender TV Markíza zu übernehmen. Der Fernsehsender war vom Politiker Pavol Rusko (ANO) mit internationalen Partnern gegründet worden und hatte Schwierigkeiten gehabt, eine Rundfunklizenz zu bekommen. Rusko hatte sich in Folge an Siloš Pohanka gewandt, um Unterstützung beim Beschaffen der Lizenz zu erhalten, und dafür die Zahlung von 3 Millionen D-Mark versprochen. TV Markíza konnte die Lizenz allerdings schließlich ohne Hilfe von Pohanka erlangen und startete am 31. August 1996 den Betrieb. Pavol Rusko weigerte sich daher, den Betrag an Pohanka auszuzahlen. Pohanka verkaufte seine Forderung weiter an Gamatex, ein Unternehmen im Eigentum von Marián Kočner. Kočner klagte die Forderung ein und erhielt vom Gericht eine Mehrheitsbeteiligung an TV Markíza zugesprochen. Im September 1998, zwei Wochen vor den Parlamentswahlen, besetzte Kočner die Büros des Fernsehsenders mit privaten Sicherheitskräften und entließ die leitenden Manager. Dieser Vorgang wurde von einem Teil der Gesellschaft als Angriff auf die Pressefreiheit angesehen, es kam zu einer Großdemonstration vor den Büros von TV Markíza mit Auftritten von Oppositionspolitikern. Nach zwei Tagen verließen Kočner und seine Leute das Gebäude und der Disput wurde vor Gericht fortgesetzt. Im Jahr 2000 kaufte Pavol Rusko über Mittelsmänner Gamatex, womit Kočners Beteiligung in TV Markíza zu einem Ende kam.
Im Juni 2016 machte Marian Kočner die Existenz von vier Schuldscheinen öffentlich, die Pavol Rusko ihm in seiner Funktion als Generaldirektor von TV Markíza im Jahr 2000 ausgestellt haben soll. Rusko bestätigte die Ausstellung vor Gericht, die Schuldscheine sollten seiner Aussage nach zur Klärung des Eigentumdisputs beitragen. Das Management von TV Markíza hingegen erklärte, die Schuldscheine seien niemals in der Buchhaltung vermerkt worden. Der Fernsehsender verklagte Kočner und Rusko wegen Fälschung; zusätzlich begann ein Steuerverfahren, da der Besitz der Schuldscheine im Wert mehrerer Millionen Euro von Kočner niemals behördlich deklariert worden war und keine Zinssteuer bezahlt wurde.

## Vorwürfe und Haft
Im Juni 2018 wurden Kočner und Rusko wegen Fälschung der Schuldscheine und mehreren Steuervergehen verhaftet. Im Februar 2020 wurde er wegen Wechselbetrugs in Millionenhöhe zu 19 Jahren Haft verurteilt, die Entscheidung ist rechtskräftig.
In den letzten Jahren ist Kočner mehrmals der Anwendung illegaler Praktiken verdächtigt worden, so taucht sein Name auf sogenannten „Mafialisten“ auf, die die Polizei über vermutete Mitglieder des organisierten Verbrechens erstellt haben soll.
Die New York Times sieht Verbindungen Kočners zum Geschäftsmann Ladislav Bašternák, der durch irreführende Landverkäufe unrechtmäßig Steuerrückzahlungen erhielt. Kočners Geschäftspraktiken und seine Verbindungen zu Bašternák waren ein Thema in der Berichterstattung des Investigativjournalisten Ján Kuciak, der im Februar 2018 ermordet wurde. Auf der Basis von Kuciaks Recherchen veröffentlichten Medien 2018 Berichte, dass Kočner eine halbe Million Euro von der Firma Technopol erhalten habe, nachdem diese Opfer einer feindlichen Übernahme geworden war. Einige Monate vor Kuciaks Tod drohte Kočner ihm telefonisch, er werde ähnliche „Schmutzberichte“ über Kuciak und seine Familie sammeln, wie es der Journalist getan habe: „Ich werde nach deinen Leichen im Keller suchen.“ Kuciak erstattete Anzeige. Eine polizeiliche Untersuchung kam zum Schluss, dass die Aussagen Kočners nicht strafrechtlich relevant seien. Die ebenfalls verdächtigte Alena Zsuzsová, die den Mord an Kuciak in Auftrag gegeben haben soll und in Kontakt mit mehreren einflussreichen Personen stand, ist die Mutter eines Patenkinds von Kočner.
Kočner wurde 2019 in die US-amerikanische Magnitsky-Act-Sanktionsliste aufgenommen.
Am 8. März 2019 wurde Kočner unter dem Vorwurf, die Ermordung von Ján Kuciak in Auftrag gegeben zu haben, verhaftet und in Untersuchungshaft genommen. Im Oktober 2019 erhob die slowakische Staatsanwaltschaft im Fall Anklage gegen Kočner, im September 2020 wurde er in erster Instanz freigesprochen, jedoch hob der Oberste Gerichtshof in einem Berufungsverfahren im Juni 2021 den Freispruch wegen Verfahrensmängeln auf. Der Prozess musste an der untergeordneten Instanz neu verhandelt werden. Das Spezialgericht für Organisierte Kriminalität in Pezinok sprach Kočner am 19. Mai 2023 erneut von dem Vorwurf frei, die Ermordung Kuciaks und seiner Verlobten in Auftrag gegeben zu haben. Es sah die Beweise gegen Kočner als unzureichend an. Dagegen wurde die Mitangeklagte Alena Zsuzsová zu 25 Jahren Gefängnis verurteilt. Die Urteile sind noch nicht rechtskräftig.